# 心理空間
心理空間是吉勒·福科尼耶提出的一种理論結構，对应于真值條件語義學中的可能世界 。 心理空间与可能世界之间的主要区别在于，心理空间並非容納对現實性的忠實表徵，而是容納理想化的认知模型。建立心理空間以及建立介於這些心理空間的映射是意義構建的兩個主要歷程。  該空間也是吉尔斯·福康尼耶和马克·特纳所提出的一種认知语义学理论「混成理论」之基本要素。

## 基礎空間和建置空間
基礎空間（Base space），又称作现实空间，呈现了对话者对现实世界的共同认知。 空間構建者是指在句子中的元素，該元素會造出與已有的基礎空間不同卻又相關的空間。空間構建者可以是介詞片語、副詞、連接詞、主謂詞組合等詞句，後面連接著嵌入句。他们要求聽眾建立超出當前時間點的劇本（scenarios）  。建置空間（Built space）會描述一種情況，該情況只適用於空間本身，但在現實中卻不一定適用。基礎空間和建置空間由那些相互滿射的元素所佔據。這些元素包括可指這些類別中的特定實體的類別。根據福康尼爾的訪問原則，即使某個空間中某個類別的特定實體與另一空間中的特定實體不同，也可以由另一個空間中的對應類別來描述。可以從「瑪麗想買一本書」這句話中看到一個建置空間的例子。在這個例子中，建置空間不是現實空間，而是瑪麗的慾望空間。雖然現實空間中的書通常指的是任何一本書，但它仍然可以用來描述瑪麗慾望空間中的書，它可能是，也可能不是一本特定的書...... 

## 根本空间和扩展空间
「若A則B」语句除了基礎空間外，还创建了另外两个空间，分别为根本空间（ Foundation space）和扩展空间（ Expansion space）。根本空間與基礎空間相應，是空間構建者「若」所建的假想空間。擴展空間則是由空間建造者「則」所設置。如果根本空間的條件不變，那麼擴展空間就會隨後產生。